# Кшиштоф Варга
Кшиштоф Варґа (також Варга; пол. Krzysztof Varga; *21 березня 1968, Варшава) — польський письменник та журналіст угорського походження.

## Життєпис
Кшиштоф Варґа народився 21 березня 1968 року у Варшаві.
Випускник факультету полоністики Варшавського університету. Редактор відділу культури «Газети Виборчої». Спільно із Павлем Дунін-Васовичем створив словник найновішої польської літератури «Parnas bis. Literatura polska urodzona po 1960 r.» (1995). Також разом із Павлем Дунін-Васовичем і Ярославом Клейноцьким опублікував антологію найновіших віршів «Macie swoich poetów» (1996). 
Його книжки перекладалися італійською, угорською, болгарською, словацькою, чеською, російською й українською мовами. 
Книга есе «Гуляш із турула» у 2009 році здобула приз читацьких симпатій на найпрестижнішому польському літературному конкурсі «Ніке». 
У 2010 році був учасником П'ятого літературного фестивалю у Львові.

## Український переклад
- Кшиштоф Варґа. «Гуляш із турула». Переклад з польської Олег Белей, Київ: «Темпора», 2010 174 c. ISBN 978-966-8201-99-8[4][5]

## Нагороди
- Премія Фундації Культура (1998)
- номінування на премію «Ніке» — за роман «Текіла» (2002)
- номінування на премію «Ніке» — за «Надгробок з ластрико» (2008)
- «Ніке читачів» — за «Гуляш із турула» (2009)

## Інтрев'ю
- «Кшиштоф Варґа: Закарпаття майже відсутнє у щоденних дебатах угорців» [Архівовано 22 вересня 2018 у Wayback Machine.]
- «Внутрішня кухня сусідів» [Архівовано 13 грудня 2011 у Wayback Machine.] («Український тиждень», 9 серпня 2010)
- «Польський письменник із ностальгією до Польщі» [Архівовано 1 березня 2014 у Wayback Machine.] («Радіо Свобода», 15 вересня 2010)